# منتخب جمهورية أيرلندا لكأس ديفيز
منتخب جمهورية أيرلندا لكأس ديفيز (بالإنجليزية: Ireland Davis Cup team)‏ هو ممثل جزيرة أيرلندا الرسمي في كرة المضرب في كأس ديفيز.